# Tahia Halim
Tahia Mohammed Halim (en arabe : تحية محمد حليم), née le 9 septembre 1919 et morte le 24 mai 2003, est une peintre égyptienne. 
Tahia Halim est l'une des pionnières du mouvement expressif moderne dans l'art égyptien dans les années 1960, où elle excelle dans l'expression du caractère idiosyncrasique égyptien dans ses œuvres. Plusieurs de ses œuvres concernent la culture nubienne, le Nil, les bateaux et les sujets populaires et nationaux pour lesquels elle a reçu plusieurs prix honorifiques en Égypte et à l'étranger.

## Biographie
Tahia Halim nait le 9 septembre 1919 au Soudan, où vivait sa famille. À cette époque le Soudan et l'Égypte étaient sous domination britannique. Son éducation primaire en français, peinture et musique a lieu Palais Royal du Caire, où elle a été élevée, car son père, Mohammed Halim, était le lauréat du roi Fouad Ier d'Égypte. Les fonctions exactes de Mahmoud Halim auprès du roi Fouad Ier ne sont pas largement documentées, mais le fait qu'il soit décrit comme un « lauréat » suggère qu'il occupait une position respectée dans le domaine intellectuel, artistique ou en tant que conseiller. Ce rôle a probablement favorisé l'exposition de Tahia à la haute culture et aux arts durant ses années de formation.
Tahia Halim étudie l'art auprès de grands professeurs de dessin comme le peintre syrien Yussef Trabelsi et l'artiste grec Elico Gerom, résidant au Caire, de 1941 à 1943. Elle étudie ensuite auprès de l'artiste égyptien Hamed Abdallah dans son atelier en 1943 et ils se marient en 1945. Ils divorcent en 1946 et se remarient en 1949, année où ils partent à Paris pour qu'elle intègre l'Académie Julian (1949-1951),. De retour en Egypte, ils enseignent ensemble l'art dans leur atelier privé, au centre-ville (près de la place Tahrir) au Caire.
Jusqu'en 1945 elle peint dans un style très académique puis de 1945 à 1949 elle se concentre sur foules d'Égypte et est très influencée par son mentor plus âgée Marguerite Nakhla. Après la crise du canal de Suez en 1956, Tahia Halim décide de se détourner des influences artistiques occidentales. Elle crée son propre mouvement, inspiré des légendes et des mythes basés sur les rituels populaires quotidiens, affirmant ainsi une identité artistique plus ancrée dans les traditions égyptiennes et nubiennes.
Influencée par les dessins des temples égyptiens anciens et l'art copte, et caractérisée par un style simple et poétique, Tahia Halim s'impose comme l'une des pionnières du mouvement expressif moderne. Elle excelle dans l'expression des particularités du caractère égyptien. Elle simplifie les lignes, supprime la troisième dimension, privilégie l'expressionnisme sur le réalisme, et utilise des couleurs vives.
En  1958 elle reçoit le Guggenheim International Award (GIA). C'est la première femme à qui il est décerné, à une époque peu favorable aux femmes, en particulier aux femmes de couleur.
En 1960, elle est l'une des artistes sélectionnées pour recevoir une bourse gouvernementale ce qui lui permet de se consacrer entièrement à son art. Cette reconnaissance nationale donne un élan significatif à sa carrière déjà florissante. 
En 1962, Tahia Halim se rend au nord du Soudan pour peindre la vie et la culture nubienne en déclin, dans le cadre d’un projet visant à documenter la construction du haut barrage d’Assouan. Ce projet a submergé une grande partie de la région nubienne, entraînant le déplacement de cent-mille Nubiens. Profondément touchée par ce changement, Halim décide de consacrer sa carrière à immortaliser ce peuple et sa culture en péril. Ses œuvres de cette période sont parmi ses plus célèbres, tout en rendant hommage à ses racines égyptiennes, notamment à travers l'exploration de l'héritage culturel de l'Égypte ancienne.
Les peintures nubiennes de Halim, bien qu’imprégnées de mélancolie, témoignent également de la joie et de la cohésion sociale. Elle y représente souvent des scènes communautaires, notamment des groupes de femmes nubiennes réunies dans une posture à la fois intime et collective. Le regard direct de ces figures, tourné vers l’observateur, établit une interaction marquée par une forte charge émotionnelle et symbolique.
La vie rurale nubienne, tragiquement submergée par le lac Nasser, a disparu en grande partie après la construction du barrage, ce qui rend l'œuvre de Tahia Halim indispensable pour préserver cette culture en péril. Dans son tableau Dans l'ancienne ville nubienne (vers 1960), Halim illustre le chagrin des Nubiens expulsés de leurs terres. Une femme, portant des paniers et accompagnée d'un âne, s’éloigne de son village. Les édifices blancs qui l'entourent seront bientôt engloutis. Bien qu'elle semble ignorer la catastrophe imminente, son regard baissé et son attitude évoquent un profond deuil face à la perte de son chez-soi, qu'elle semble quitter à regret.
Dans une autre œuvre significative, Trois Nubiennes (1970), l'artiste représente trois femmes nubiennes, fières et dignes, dont l'expression douce n’évoque pas de faiblesse, mais plutôt une détermination résolue. Le fond de la scène est à la fois mystique et accueillant, un contraste frappant avec la force tranquille des figures. Ces œuvres marquent l'engagement de Halim en tant que figure de proue du mouvement de l'Expressionnisme moderne, où elle fusionne des thèmes traditionnels nubiens avec une interprétation résolument personnelle et émotionnelle de l'identité culturelle.
Elle passe l'année 1963 dans un hôpital à Londres, où elle est traitée pour un problème aux yeux aux frais du gouvernement égyptien.
Elle reçoit plusieurs prix égyptiens dont la médaille d'or du Salon du Caire en 1960 et le prix des Arts du Haut Institut de la culture en 1995.
Tahia Halim fait partie du Triangle d'Or des artistes féminines égyptiennes, un groupe prestigieux qui inclut également Inji Efflatoun et Gazbia Sirry. Ces trois femmes ont joué un rôle clé dans la scène artistique égyptienne du XXe siècle, contribuant chacune à la modernisation et à l'appropriation de l'art égyptien dans un contexte à la fois national et international. Elles sont souvent reconnues pour leurs œuvres qui intègrent des éléments de la culture égyptienne tout en expérimentant avec des techniques et des styles modernes.
Tahia Halim meurt le 24 mai 1983 à l'âge de quatre-vingt-trois ans.

## Hommages
Le 9 septembre 2015, Google a dédié un Doodle à la peintre pour le 96e anniversaire de sa naissance.
Le 14 novembre 2024, un cratère mercurien a été nommé en son honneur : Halim.

## Expositions

### Expositions solo
- De 1942 à 1996 : nombreuses expositions en Angleterre et en Suède.
- 1996 : Exposition « 55 ans d'Arts ». Khan el-Maghrabi, Le Caire. Égypte.
- 1992 : Salle des Diplomates, Centre culturel égyptien, Le Caire. Égypte.
- 2004 : Galerie Ewart, Université américaine du Caire (AUC). Égypte.

### Expositions internationales
- 1954 : Biennale de São Paulo. Brésil.
- 1955,1960,1970 : Biennale de Venise, Italie.
- 1955,1958,1960 : Biennale d'Alexandrie (en) pour les pays méditerranéens. Égypte.
- 1957 : Concours international Guggenheim, New York. USA.
- 2016 : The Sea Suspended, Musée d'art contemporain de Téhéran. Iran.
- 2016 : The Short Century, Musée d'art de Sharjah (en), Émirats arabes unis.

## Prix

### Nationaux
- 1960 : Médaille d'or en Peinture, à l'occasion de la Journée du Savoir. Égypte.
- 1969 : Prix d'encouragement d'État en peinture et Ordre des sciences et des arts. Égypte.
- 1996 : Prix d'encouragement de l'État. Égypte.

### Internationaux
- 1958 : Guggenheim International Award, New York City. USA.